# Virtueel koor

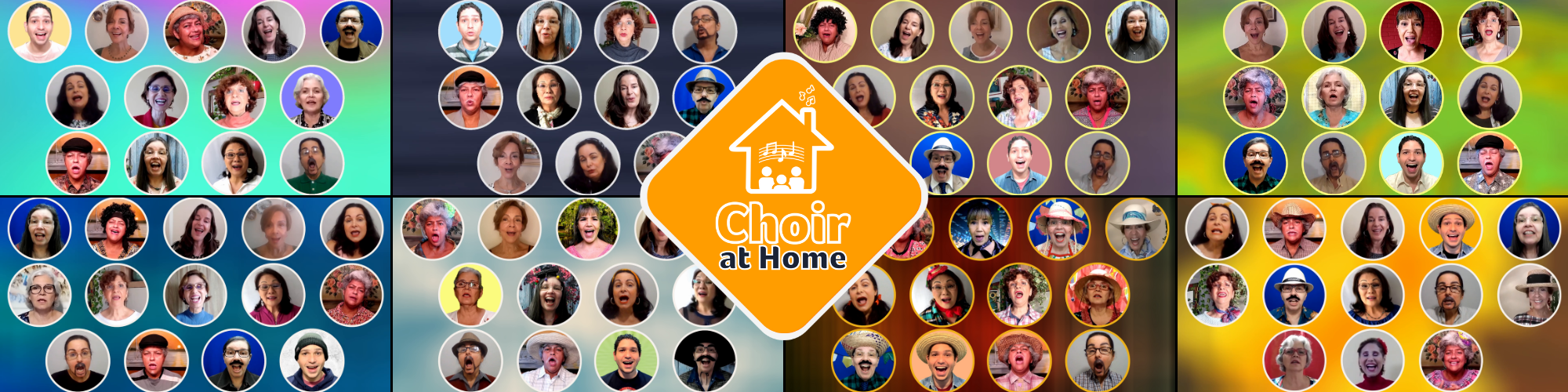
Virtueel koor

Een virtueel koor is een koor waarin leden niet bij elkaar komen, maar waarbij meerdere leden van het koor in eigen huis een videofragment of audiofragment opnemen van het gezang. Dit wordt later gecombineerd in een video. Het concept is vooral bekend geworden tijdens de coronapandemie van 2020-2022: samenkomen was toen niet mogelijk en het virtueel koor werd gebruikt om toch muziek te kunnen maken.
Het concept werd overigens al eerder ingezet door de Amerikaanse componist Eric Whitacre. Hij richtte zijn "Virtual Choir" op in 2009.